# Albin Peyron
 (janvier 2015).
Pour les articles homonymes, voir Peyron.
Albin Peyron (Nîmes, 11 avril 1870 – Paris 13e, 9 mars 1944), est un officier de l'Armée du salut, figure importante de l'Armée du salut en France.

## Biographie
Né à Nîmes dans le Gard, Albin Octave Louis Peyron est le fils d'un négociant, Albin Peyron, et de Magdelaine Amélie Theulle.
De novembre 1891 à novembre 1894, il est incorporé à la 15e section d'infirmiers militaires du 3e régiment d'infanterie, à Marseille.

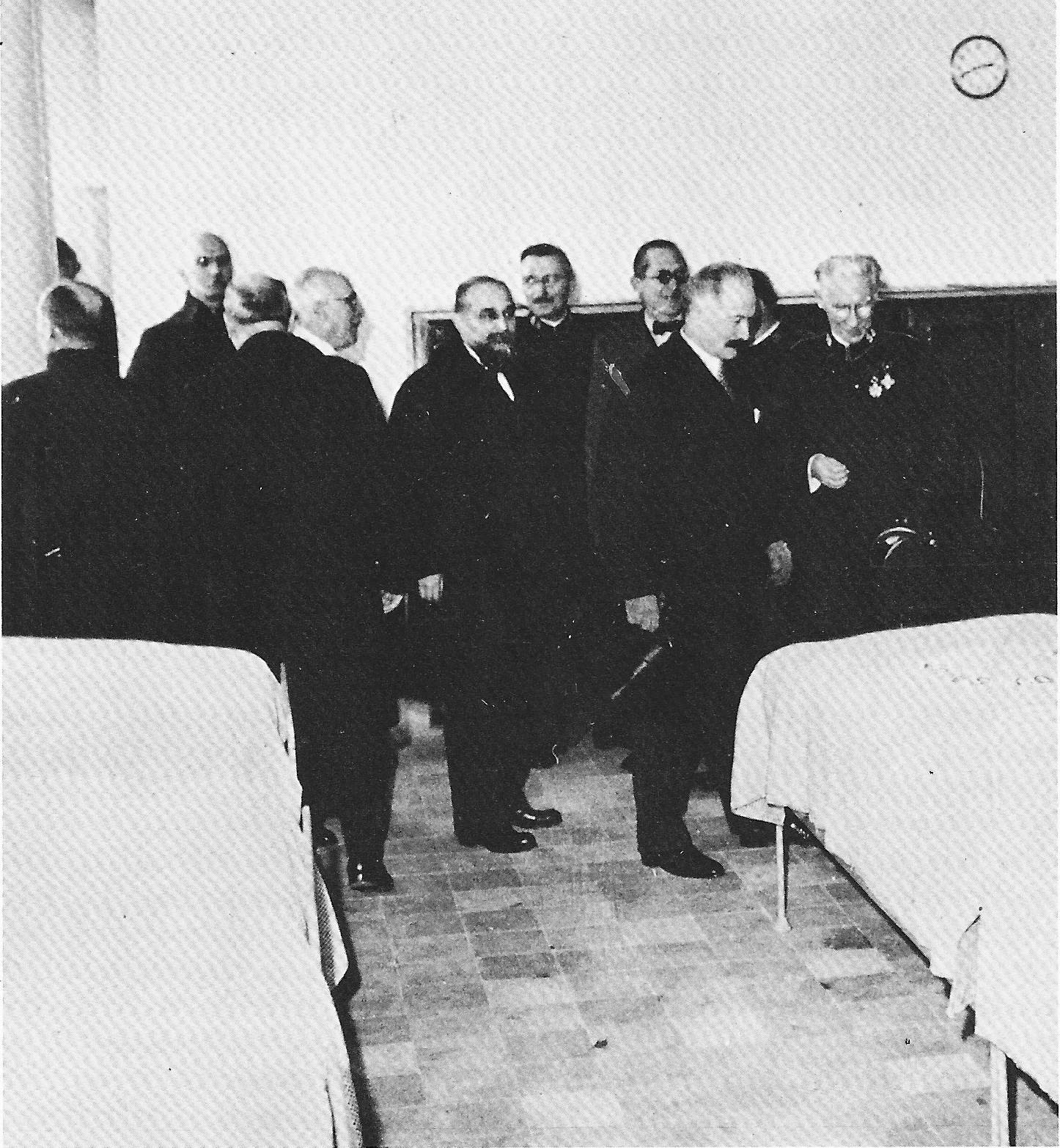
Albin Peyron (à droite) en compagnie du président de la République Albert Lebrun (2e à droite) et de l'architecte Le Corbusier (3e à droite) en 1933 lors de l'inauguration de "la Cité de refuge”, au 12 rue Cantagrel à Paris 13e

Engagé le 10 février 1884, à l’âge de 14 ans, dans les rangs de l'Armée du salut, il y a consacré toute sa vie, en devenant, avec son épouse Blanche, commandeur territorial pour la France du 5 mai 1917 au 11 septembre 1934.
Doté de grandes qualités d’organisateur, il développe en France les actions sociales de l’Armée du salut pour les plus pauvres :
- Dès 1926, il va créer les soupes de minuit pour apporter aux sans-logis de Paris une assiette de soupe chaude ;

- Pour les mêmes, il va faire construire des bâtiments permettant de les loger, ouvrant le 8 juillet 1925 le palais du peuple au 29 rue des Cordelières à Paris 13e, puis le 23 janvier 1926 le palais de la Femme[4] au 94 rue de Charonne à Paris 11e, et enfin le 7 décembre 1933, la Cité de refuge[5], au 12 rue Cantagrel à Paris 13e, inaugurée par le président Albert Lebrun.

À sa demande, en 1928, l'officier salutiste Charles Péan enquête sur la situation des bagnards à Cayenne. L'Armée du salut va dès lors travailler à la fermeture du bagne et la réhabilitation des anciens forçats. Par décret-loi  du 17 juin 1938 signé par le président de la République Albert Lebrun la déportation est abolie, mais la détention restera applicable jusqu'en 1945.

## Hommages et postérité
- Il est nommé chevalier de la Légion d’honneur le 8 février 1927[6].
- En 1995, un établissement social de l'Armée du salut à Paris (20e arrondissement) est inauguré sous le nom de Résidence Albin-Peyron[7].
- La rue Albin-et-Blanche-Peyron à Nîmes rend hommage au couple.